# تمام زیبایی و خون‌ریزی
تمام زیبایی و خون‌ریزی (انگلیسی: All the Beauty and the Bloodshed) یک فیلم مستند محصول ۲۰۲۲ است که به بررسی حرفه نن گلدین و سقوط خانوادهٔ سکلر می‌پردازد. این فیلم توسط لورا پویترس کارگردانی شده‌است. پوتراس گفت: «هنر و بینش نَن سال‌ها الهام‌بخش کار من بوده و دیگر نسل‌های فیلم‌ساز را تحت تأثیر قرار داده‌است».
این فیلم در ۳ سپتامبر ۲۰۲۲ در هفتاد و نهمین دوره جشنواره بین‌المللی فیلم ونیز نمایش داده‌شد و برنده شیر طلایی آن جشنواره شد. این فیلم همچنین در جشنواره فیلم نیویورک ۲۰۲۲ نمایش داده شد، که در آنجا فیلمِ محوریِ آن جشنواره بود و پوستر رسمی توسط گلدین طراحی شد. توزیع‌کننده فیلم، نئون، گفت که اکران در سینما همزمان با نمایش گذشته‌نگر از کار گلدین در موزه هنر مدرن است که در ۲۹ اکتبر ۲۰۲۲ افتتاح شد.
تمام زیبایی و خون‌ریزی در ۲۳ نوامبر ۲۰۲۲ توسط نئون در سینماها اکران شد و مورد تحسین منتقدان قرار گرفت. این فیلم نامزد بهترین فیلم مستند در نود و پنجمین دوره جوایز اسکار شد.

## طرح داستان
این فیلم به بررسیِ زندگی و حرفهٔ عکاس و کنشگر نن گلدین و تلاش‌های او برای مسئول‌دانستن صنایع داروسازی پوردو متعلق به خانواده سکلر برای اپیدمی مواد افیونی می‌پردازد. گلدین، عکاس مشهوری که آثارش اغلب خرده‌فرهنگ‌های ال‌جی‌بی‌تی و بحران اچ‌آی‌وی/ایدز را مستند می‌کرد، در سال ۲۰۱۷ پس از اعتیاد خودش به اکسی‌کدون، گروه حمایتی «پین» (P.A.I.N؛ مخففِ «Prescription Addiction Intervention Now») را تأسیس کرد. «P.A.I.N» به‌طور خاص موزه‌ها و سایر مؤسسات هنری را هدف قرار می‌دهد تا جامعهٔ هنری را در رابطه با همکاری خود با خانواده سَکلر و حمایت مالی آن از هنری که به خوبی تبلیغ می‌شود، مسئول بداند.

## بازیگران
- نن گلدین
- پاتریک رادن کیف
- مگان کاپلر

## انتشار
در اوت ۲۰۲۲، پیش از نخستین نمایش در هفتاد و نهمین دوره جشنواره بین‌المللی فیلم ونیز، شرکت نئون حقوق پخش فیلم در ایالات متحده را به دست آورد و التیتود فیلم دستربیوشن حقوق آن را در بریتانیا و ایرلند به‌دست‌آورد.

## بازخورد
در وبگاه جمع‌آوری نقد راتن تومیتوز، ٪۹۵ از ۱۱۸ بررسی منتقدان مثبت است و میانگینِ امتیاز آن ۸٫۷/۱۰ است. اجماع این وبگاه چنین می‌نویسد: «تمام زیبایی و خون‌ریزی نگاهی عمیق به مبارزهٔ یک عکاس، از طریق دریچه لنز پرطاقت او، در برابر اعتیاد و نهادی که مسئول دردهای او است، می‌اندازد.» این فیلم در متاکریتیک که از میانگین وزنی استفاده می‌کند، بر اساس نظر ۳۴ منتقدین امتیاز ۹۰ از ۱۰۰ را کسب کرده که نشان‌گر «تحسین همگانی» است.

### جوایز و نامزدی‌ها
| جشنواره                            | تاریخ مراسم              | جایزه                               | دریافت‌کننده                                                 | نتیجه    | منبع   |
| ---------------------------------- | ------------------------ | ----------------------------------- | ----------------------------------------------------------- | -------- | ------ |
| جشنواره فیلم ونیز                  | ۳۱ اوت — ۱۰ سپتامبر ۲۰۲۲ | شیر طلایی                           | لورا پویترس                                                 | برنده    | [ ۱۱ ] |
| جشنواره فیلم ونیز                  | ۳۱ اوت — ۱۰ سپتامبر ۲۰۲۲ | شیر دگرباشی                         | لورا پویترس                                                 | نامزدشده | [ ۱۲ ] |
| جشنواره فیلم ونیز                  | ۳۱ اوت — ۱۰ سپتامبر ۲۰۲۲ | جایزه بنیاد اسمیترز «سفیر امید»     | لورا پویترس                                                 | برنده    | [ ۱۳ ] |
| جشنواره بین‌المللی فیلم آتن         | ۸ اکتبر ۲۰۲۲             | جایزه آتنای طلایی بهترین فیلم مستند | تمام زیبایی و خون‌ریزی                                       | برنده    | [ ۱۴ ] |
| جشنواره فیلم لندن                  | ۱۶ اکتبر ۲۰۲۲            | جایزه گریرسون                       | تمام زیبایی و خون‌ریزی                                       | نامزدشده | [ ۱۵ ] |
| جشنواره فیلم مونتکلر               | ۳۰ اکتبر ۲۰۲۲            | جایزه بروس سینوسکی برای مستند بلند  | تمام زیبایی و خون‌ریزی                                       | برنده    | [ ۱۶ ] |
| جوایز فیلم مستند به انتخاب منتقدان | ۱۳ نوامبر ۲۰۲۲           | بهترین مستند سیاسی                  | تمام زیبایی و خون‌ریزی                                       | نامزدشده | [ ۱۷ ] |
| جوایز فیلم مستند به انتخاب منتقدان | ۱۳ نوامبر ۲۰۲۲           | بهترین کارگردان                     | لورا پویترس                                                 | نامزدشده | [ ۱۷ ] |
| جوایز گاتهام                       | ۲۸ نوامبر ۲۰۲۲           | بهترین فیلم مستند                   | تمام زیبایی و خون‌ریزی                                       | نامزدشده | [ ۱۸ ] |
| جوایز فیلم ایندیپندنت بریتانیا     | 4 دسامبر ۲۰۲۲            | بهترین فیلم مستقل بین‌المللی         | لورا پویترس، هوارد گرترلر، جان لیونز، نن گلدین، یونی گولیجو | نامزدشده | [ ۱۹ ] |
| جوایز اسکار                        | ۱۲ مارس ۲۰۲۳             | بهترین فیلم مستند                   | لورا پویترس، هوارد گرترلر، جان لیونز، نن گلدین، یونی گولیجو | نامزدشده | [ ۲۰ ] |